# ONE/花之歌/六等星之夜 Magic Blue ver.
《ONE/花之歌/六等星之夜 Magic Blue ver.》（ONE / 花の唄 / 六等星の夜 Magic Blue ver.）是Aimer的第13张单曲，由SME Records在2017年10月11日发布。

## 概要
这张单曲是自首张单曲以来第二张三重A面单曲，距前作发表一年。
歌曲《One》是一首流行舞曲。 Aimer表示，《One》具有“从此开始、书写向新天地进发的决心、给自己鼓劲”的含义，是一首有力量的歌曲。 由梶浦由記作曲和制作的《花之歌》是电影版《Fate/stay night［Heaven's Feel］》第一章的主题曲。《花之歌》的Youtube音乐视频由濱邊美波出演，导演三木孝浩是自《Re:pray》以来第二次制作Aimer的音乐视频。本单曲还收录了出道作的改编《六等星の夜 Magic Blue ver.》以及中岛美雪歌曲《糸》的翻唱。
除了初回限定版、普通版和期间限定版外，这次还发行了粉丝俱乐部限定版。各版本歌曲顺序不同。

## 收録曲
普通版・初回限定版
1. ONE (5:31)
作詞：aimerrhythm　作曲：百田留衣　編曲：玉井健二・百田留衣
2. 花の唄 (6:13)
作詞・作曲・編曲：梶浦由記
3. 六等星の夜 Magic Blue ver. (5:50)
作詞：aimerrhythm　作曲：飛内将大　編曲：玉井健二・百田留衣
4. 糸（3:43）
作詞・作曲：中岛美雪　編曲：玉井健二・百田留衣

DVD (包含在初回限定版中)
1. zero (MV)
2. 歌鳥風月 (MV)

期間限定版
1. 花の唄
2. ONE
3. 六等星の夜 Magic Blue ver.
4. 糸
5. 花の唄 (Movie Ver)

## 发售日期
| 发售地区 | 发售日期       | 出版唱片公司 | 规格         | 商品编号                    | 备注                                            |
| -------- | -------------- | ------------ | ------------ | --------------------------- | ----------------------------------------------- |
| 日本     | 2017年10月11日 | SME Records  | 12cmCD       | SECL-2211                   | 普通版                                          |
| 日本     | 2017年10月11日 | SME Records  | 12cmCD       | SECL-2212                   | 含《Fate/stay night [Heaven's Feel]》新绘制插图 |
| 日本     | 2017年10月11日 | SME Records  | 12cmCD       | SEC8-16                     | 粉丝俱乐部限量版 专属CD封面和小册子             |
| 日本     | 2017年10月11日 | SME Records  | 12cmCD + DVD | SECL-2209～2210             | 初回限量版                                      |
| 日本     | 2017年10月11日 | 索尼音乐     | 数字下载     | 1284240040                  | iTunes Store                                    |
| 日本     | 2017年10月11日 | 索尼音乐     | 数字下载     | A2001082599                 | RecoChoku AAC 128 / 320kbps                     |
| 日本     | 2017年10月11日 | 索尼音乐     | 数字下载     | 4547366333831               | mora AAC-LC 320kbps                             |
| 日本     | 2017年10月11日 | 索尼音乐     | 数字下载     | B0761V52Z2                  | Amazon.co.jp                                    |
| 日本     | 2017年10月11日 | 索尼音乐     | 数字下载     | Bpjdggwopltwxtrk4iiiljzyqiy | Google Play音乐                                 |
| 日本     | 2017年10月11日 | 索尼音乐     | 数字下载     | 9d138da6ee8fb86d3499        | AWA 320kbps                                     |
| 日本     | 2017年10月11日 | 索尼音乐     | 数字下载     | 3JkJiPX9hgLUZ0QX2iM4aK      | Spotify                                         |

## 商业搭配
| 歌名                           | 商业搭配 |
| 《糸》                         | 丰田住宅广告歌 |
| 《花の唄》                     | Aniplex发行的剧场版动画《Fate/stay night [Heaven’s Feel] I.presage flower》主题曲                                         |
| 《六等星の夜 Magic Blue ver.》 | 東京晴空塔城柯尼卡美能達天象儀館重新营业纪念主题曲                                                                        |
| 《ONE》                        | 日本航空《JAL企业广告 平昌2018年冬季奥运会日本男子冰壶国家队》 《JAL企业广告 平昌2018年冬季奥运会日本女子冰壶国家队》采用 |

## 購入特典
- 《ONE/花の唄/六等星の夜 Magic Blue ver.》B2尺寸双面海报（正面：Aimer照片，背面：《Fate/stay night [Heaven's Feel]》新绘制插图）
- 《ONE/花の唄/六等星の夜 Magic Blue ver.》原创贴纸
- 《ONE/花の唄/六等星の夜 Magic Blue ver.》原始的透明文件（正面：《Fate/stay night [Heaven's Feel]》新绘制插图，背面：Aimer照片）